# Minamiizu

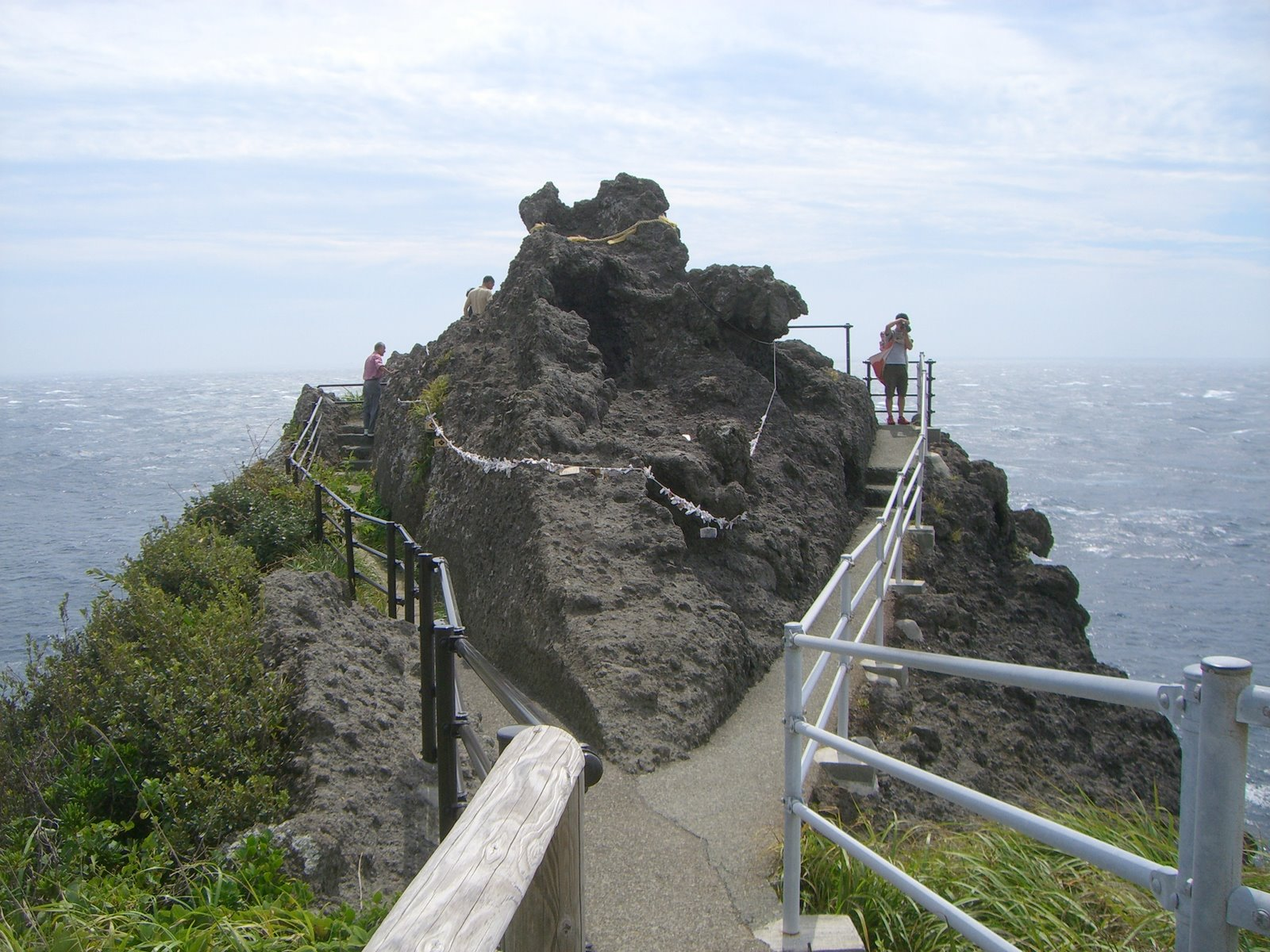
Cabo Irozaki

Minamiizu (南伊豆町 Minamiizu-chō?) es una ciudad situada en la prefectura de Shizuoka, Japón. Tiene una población estimada, a inicios de octubre de 2023, de 7556 habitantes.

## Geografía
La ciudad ocupa el extremo sur de la península de Izu, una región montañosa con una costa de ría indentada frente al mar de Filipinas, en el océano Pacífico. El área tiene numerosas aguas termales (onsen).
Calentada por la cálida corriente de Kuroshio, el área disfruta de un clima oceánico templado con veranos cálidos y húmedos e inviernos suaves y frescos.
Partes de sus límites están dentro del parque nacional Fuji-Hakone-Izu, y el histórico faro Irōzaki se encuentra en el extremos del cabo Irōzaki, al sur de la ciudad.
Limita con las ciudades de Shimoda y Matsuzaki.

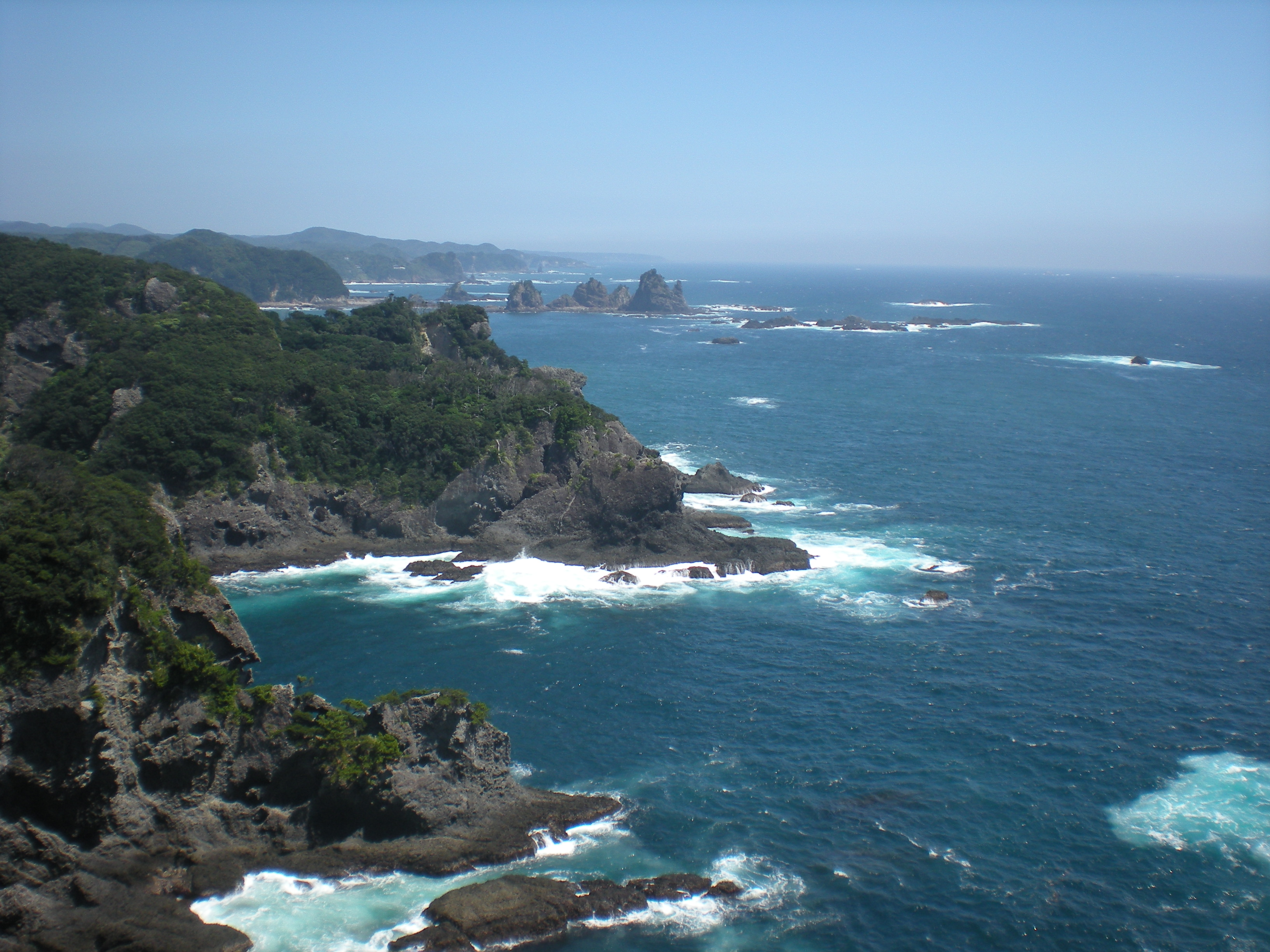
Vista desde el cabo Irozaki

## Historia
Durante el período Edo, Tokugawa Ieyasu dispuso que el área quedara bajo el control directo del shogunato y construyó una sociedad rural centrada en la agricultura y la pesca.
Con el establecimiento del sistema de municipios en 1889, nacieron las villas de Minamisaki, Takema, Minaminaka, Minamikami, Misaka y Mihama. Estas aldeas consistían en una zona costera donde la gente cultivaba y pescaba en un buen puerto natural, una zona de Shimogamo centrada en aguas termales y una zona de aldea de montaña, cada una con sus propias características.
La ciudad de Minamiizu se formó en julio de 1955 a través de la fusión de estas seis aldeas.

## Demografía
Según los datos del censo japonés, la población de Minamiizu ha disminuido en los últimos 60 años.
| Gráfica de evolución demográfica de Minamiizu entre 1940 y 2023 |
|                                                                 |
| Oficina de Estadística de Japón                                 |